# 18e régiment de tirailleurs algériens
Le 18e régiment de tirailleurs algériens était un régiment d'infanterie appartenant à l'Armée d'Afrique qui dépendait de l'armée de terre française.
Le régiment est formé en 1919 en Hongrie et combat à deux reprises au Levant, où il est dissous une première fois en 1926.
Reformé en 1939, il prend part à toute la Campagne de France au sein de la 87e division d'infanterie d'Afrique avant d'être dissous en juillet 1940.

## Création et différentes dénominations
- 1919 : Création du 18e régiment de tirailleurs algériens[1] à partir de bataillons du 6e RTA
- 1924 : 18e régiment de tirailleurs nord-africains
- 1926 : Dissolution
- 1939 : Re-création du 18e régiment de tirailleurs algériens, régiment de réserve
- 1940 : Dissolution[2]

## Historique des garnisons, combats et batailles

### Entre-deux-guerres
- 1er juillet 1919

Le 18e régiment de tirailleurs algériens est créé en Hongrie, près de Szeged, à partir de trois bataillons du 6e régiment de tirailleurs algériens de l'Armée de Hongrie et du 227e régiment d'infanterie. Ces bataillons ont combattu en France au cours de la Grande Guerre au sein du 3e régiment mixte de zouaves et tirailleurs formé en 1915, devenu 6e régiment de marche de tirailleurs algériens en 1918.
Le régiment est affecté à la 76e division d'infanterie (général Charpy) de l'Armée de Hongrie (général de Lobit). 
- 1919-1921

Le régiment est affecté à l'Armée du Levant à l'automne 1919. Il intègre, aux côtés de la Légion Arménienne, la division de Cilicie, aux ordres du général Dufieux, dont la zone de responsabilité s'étendait sur la Cilicie (sud de l'actuelle Turquie), les "territoires de l'Est" (la région s'étendant à l'Est de l'Amanus et occupée après la relève des troupes anglaises) jusqu'à Ourfa et le Sandjak d'Alexandrette. Le régiment doit faire face à l'insurrection des nationalistes turcs à Marach, Bozanti, Yenidje, Osmaniye, notamment. Fin 1921, après le retour de la Cilicie à la Turquie, le régiment regagne la France.
- 1922

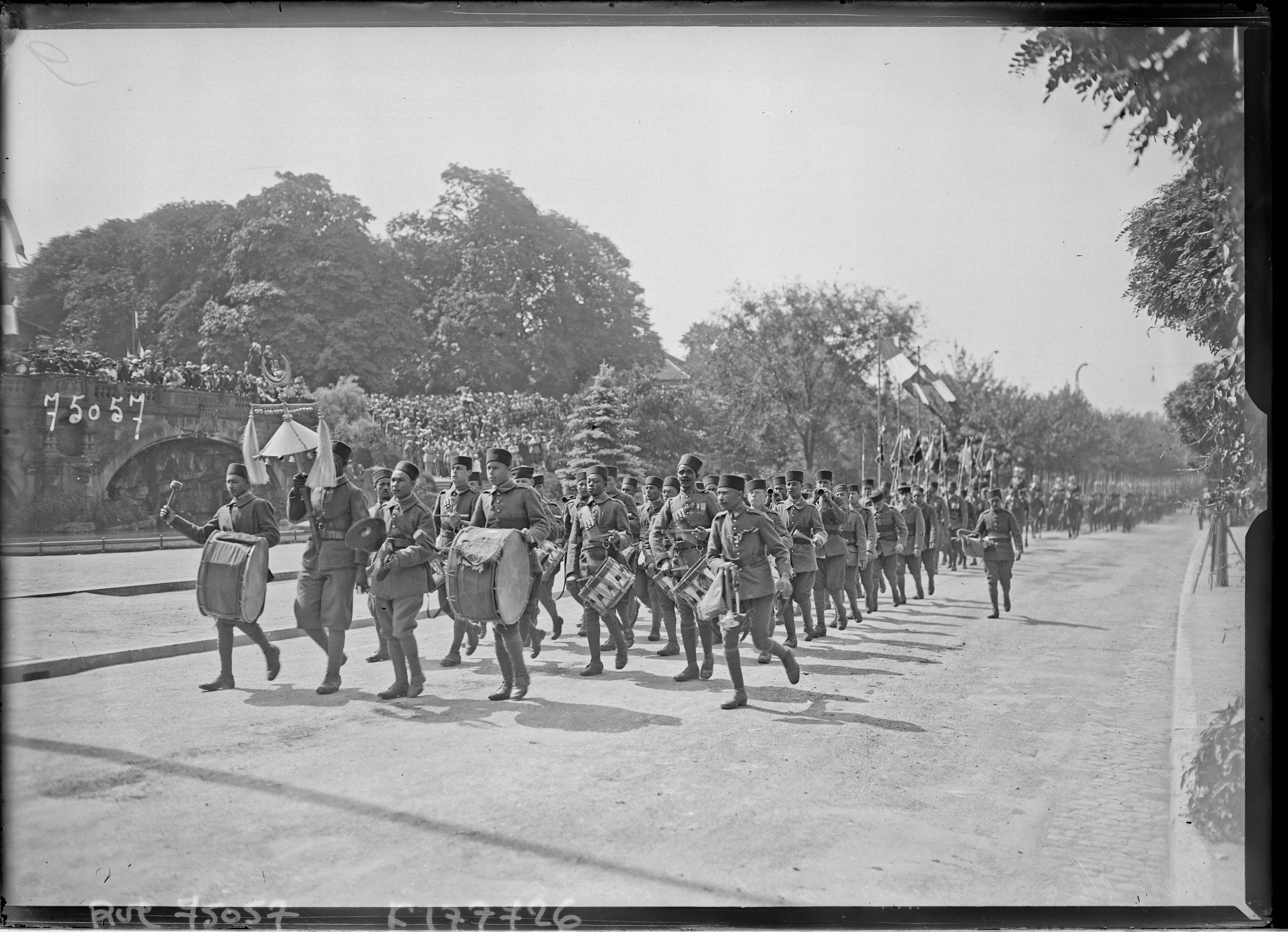
La nouba du en tête du défilé à Metz le 5 6 1922 en présence des maréchaux Joffre et Foch.

Le régiment est stationné à Metz Chambière où il reçoit le 31 août 1922 son drapeau.
- 1923

Le régiment stationne en Rhénanie à Trèves.
- 1924-1926

Le régiment rentre à Metz.
- 1925-1926

Les Ier et IIe bataillons du régiment retournent au Levant en Syrie où la France doit à nouveau faire face à plusieurs révoltes nationalistes, notamment la guerre du Djebel druze de 1925-1926. Le Ier bataillon reçoit deux citations à l'ordre de l'armée.
Le régiment est dissous en novembre 1926.

### Seconde Guerre mondiale
- 1939-1940

Le Régiment est reconstitué, à Sétif, Bougie et Guelma, avec 80 % de réservistes, lors de la mobilisation de septembre 1939 en Algérie. Il est tout d'abord envoyé en Tunisie puis dirigé sur la métropole avec la 87e division d'infanterie d'Afrique (DIA). Débarqué en France en novembre 1939, il gagne le secteur fortifié de la Sarre en février 1940.
Affecté en mai à la 6e armée Touchon puis à la 7e armée Frère, au sein du groupe d'armées no 3, le Régiment fait mouvement vers l'Ailette, sous-secteur de Saint-Paul-aux-Bois, Manicamp, Quierzy… 
La mise en place de la 6e armée est facilitée par l'action des blindés du colonel de Gaulle commandant la 4e division cuirassée (4e DCr) opérant en avant dans la région de Laon (Batailles de Montcornet et Crécy-sur-Serre du 17 au 20 mai 1940).
Le 5 juin, le régiment reçoit sur l'Ailette l'attaque allemande et, malgré une résistance au cours de laquelle deux de ses trois bataillons sont décimés deux jours durant, se replie sur ordre le 7 au sud de l'Aisne.
Le régiment est ensuite engagé dans les durs combats qui ont marqué la défense de l'Aisne, puis la retraite vers la Seine et la Loire.
Le 18 juin, il forme au Camp de Grand-Val (Loiret) un Groupement mixte avec le 19e bataillon de tirailleurs sénégalais puis se replie en ordre jusque sur la Vienne, vers Saint-Junien, prêt à poursuivre le combat en Afrique du Nord.
Sur la Vienne lui est lu l'ordre du jour du 24 juin 1940 du général Frère, commandant la 7e armée :
« Soldats de la VIIe Armée, conservez le cœur fier et la tête haute : vous n'avez pas connu la défaite. »
Le 18e RTA est finalement dissous à La Châtre (Indre) le 15 juillet 1940.
Le 2 Septembre 1940, la 87e DIA est citée à l'ordre de l'armée :
« Attaquée sur la position de l'Ailette le 5 juin 1940, la 87e Division, sous l'impulsion de son chef, le Général Henry MARTIN, a opposé à l'ennemi une résistance héroïque. Toutes ses troupes : Infanterie, Cavalerie, Artillerie, rivalisant d'ardeur pour défendre à outrance les points d'appui, même lorsqu'ils étaient dépassés par l'ennemi ou encerclés, ne se sont repliées que sur l'ordre du Commandement, obligées souvent de se frayer un passage les armes à la main.

Regroupées après la bataille, ces mêmes unités faisant preuve d'une telle discipline et d'un magnifique esprit de devoir ont pu, à nouveau, être engagées dans de durs combats qui ont marqué la défense de l'Aisne, puis la retraite vers la Seine et la Loire.

Dans toutes ces opérations, la 87e D.I.N.A. a fait preuve d'abnégation, d'endurance, de vaillance, dignes des grandes traditions de l'Armée d'Afrique. »

## Insigne
Pas d'insigne connu.

## Drapeau du régiment
Il porte, cousues en lettres d'or dans ses plis, les inscriptions suivantes :
- Levant 1920-1926

## Décorations
Les Ier et IIe bataillons du 18e RTA (I/18) portent la fourragère aux couleurs du ruban de la croix de guerre des Théâtres d'opérations extérieurs, correspondant à leurs deux citations à l'ordre de l'armée au Levant (les 11 mai 1926 et 21 avril 1927).

## Sources et bibliographie
- Historique du 18e RTA 1939-1940, Amicale du 18e RTA, Alger
- Anthony Clayton, Histoire de l'Armée française en Afrique 1830-1962, Albin Michel, 1994
- Robert Huré, L'Armée d'Afrique: 1830-1962, Charles-Lavauzelle, 1977